# Isfjorden (Svalbard)
|  | Per a altres significats, vegeu «Isfjorden (desambiguació)». |

L'Isfjorden (literalment en noruec: fiord de gel) és un fiord de Noruega, el segon més llarg de l'arxipèlag de Svalbard amb una llargada de 107 km, després del Wijdefjorden que fa 108 km. El fiord es troba a la costa oest de l'illa de Spitsbergen, i la seva amplada màxima és de 24 km. Una part d'aquest fiord està inclòs al Parc nacional de Nordre Isfjorden. Al llarg d'aquest fiord hi ha els assentaments humans principals de Svalbard: Barentsburg, Longyearbyen (situada a la branca de l'Adventfjorden) i Pyramiden.

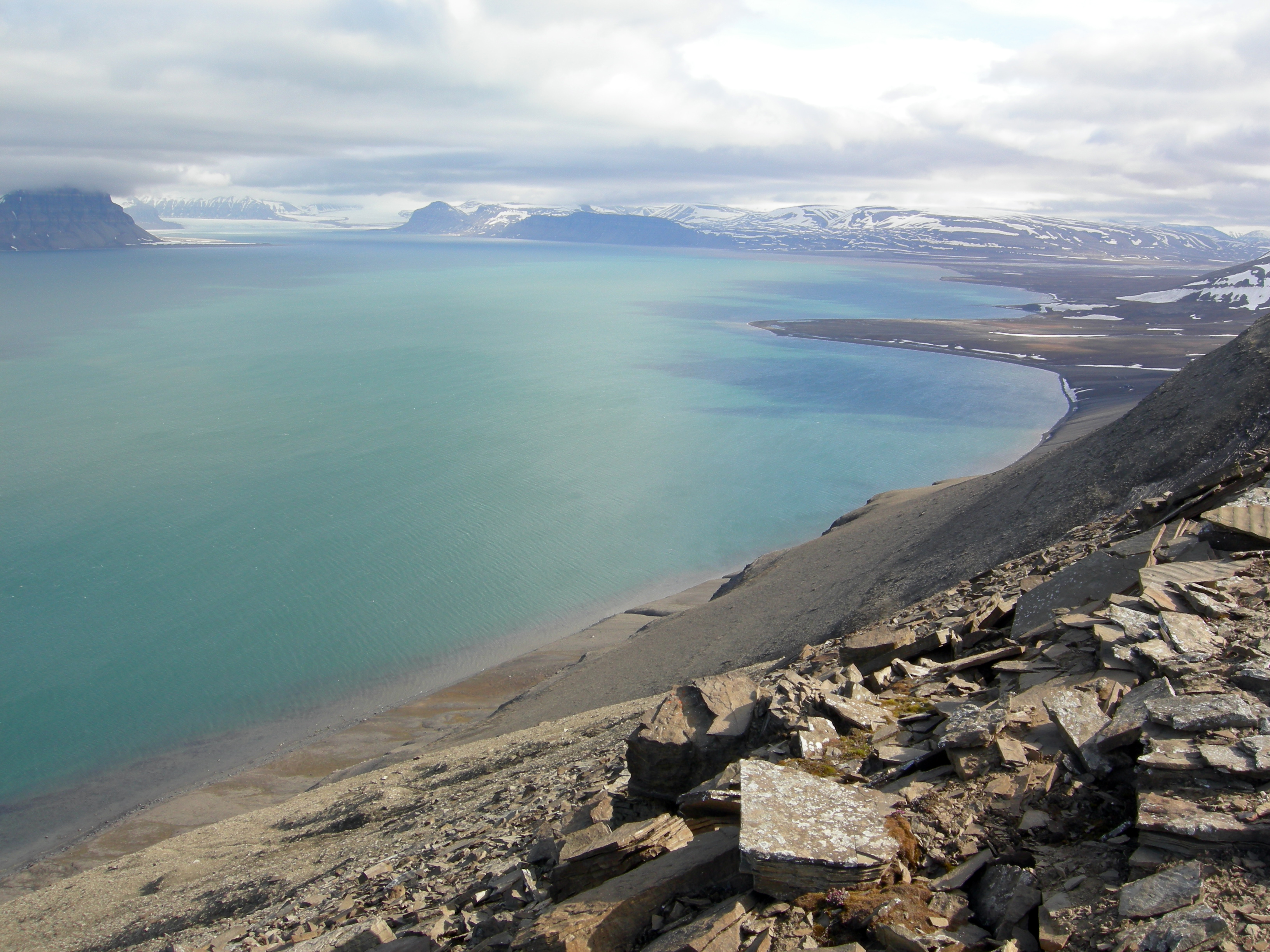
Isfjord des del sud vist des de la Degeerdalen.

Sassenfjorden és una part de l'Isfjorden a Spitsbergen, Svalbard, entre Bünsow Land i Nordenskiöld Land. El braç interior del Sassenfjorden s'anomena Tempelfjorden.

## Història
Un balener basc provinent de Sant Sebastià sota el comandament de Juan de Erauso i pilotat per l'anglès Nicholas Woodcock, va ser el primer a establir una estació balenera temporal al fiord l'any 1612. El 1613, vaixells baleners francesos, bascos i neerlandesos recorregueren el fiord fins al port segur (Trygghamna) a la part nord d'aquest fiord i també a la part sud. Tots ell van ser conduïts cap enfora o obligats a pagar una multa pels vaixells anglesos. El 1614 els neerlandesos acordaren donar compartir l'Isfjorden amb els anglesos. Els anglesos continuaren utilitzant l'Isfjorden com a base balenera fins, com a mínim, finals de la dècada del 1650.